# CCDC6
CCDC6‏ (Coiled-coil domain containing 6) هوَ بروتين يُشَفر بواسطة جين CCDC6 في الإنسان.